# Craniorphnus grandiceps
Craniorphnus grandiceps är en skalbaggsart som beskrevs av Hermann Julius Kolbe 1895. Craniorphnus grandiceps ingår i släktet Craniorphnus och familjen Orphnidae. Inga underarter finns listade i Catalogue of Life.